# Lorttjärnen (Grythyttans socken, Västmanland)
Lorttjärnen är en sjö i Hällefors kommun i Västmanland och ingår i Göta älvs huvudavrinningsområde.